# Відухова (гміна)
Гміна Відухова (пол. Gmina Widuchowa) — сільська гміна у північно-західній Польщі. Належить до Ґрифінського повіту Західнопоморського воєводства.
Станом на 31 грудня 2011 у гміні проживало 5591 особа.

## Територія
Згідно з даними за 2007 рік площа гміни становила 209.63 км², у тому числі:
- орні землі: 46.00%
- ліси: 30.00%

Таким чином, площа гміни становить 11.21% площі повіту.

## Населення
Станом на 31 грудня 2011:
| Опис     | Загалом | Загалом | Чоловіки | Чоловіки | Жінки | Жінки |
| -------- | ------- | ------- | -------- | -------- | ----- | ----- |
| одиниця  | осіб    | %       | осіб     | %        | осіб  | %     |
| все      | 5591    | 100     | 2800     | 50.08    | 2791  | 49.92 |
| міське   | 0       | 100     | 0        |          | 0     |       |
| сільське | 5591    | 100     | 2800     | 50.08    | 2791  | 49.92 |

## Сусідні гміни
Гміна Відухова межує з такими гмінами: Бане, Ґрифіно, Хойна.